# Rivignano Teor
Rivignano Teor (friuli nyelven Rivignan Teôr) város (comune) Északkelet-Olaszországban, a Friuli-Venezia Giulia régióban, Udine megyében, a Tagliamento folyó és a kisebb Stella folyó közötti síkságon. Lakóinak neve olaszul: rivignesi ill. teoresi.
A jelenlegi Rivignano Teor város 2014. január 1-jén jött létre, két, addig önálló város, a 4600 lakosú Rivignano és vele szomszédos, kb. 1800 lakosú Teor egyesítésével.

## Fekvése
Rivignano és Teor városok a Tagliamento folyó északkeleti (bal) parti vidékén fekszenek, Udine megyeszékhelytől 30 km-re délre, Pordenone városától 45 km-re kelet-délkeletre, Trieszttől, a régió székhelyétől 82 km-re nyugatra, a Tagliamento és a Stella folyók közében, alacsony tengerszint feletti magasságon, termékeny síkságon.
A 2014-ben egyesített Rivinano Teor várossal szomszédos települések: Délen Palazzolo dello Stella (a Stella folyó mindkét partján), délkeleten Pocenia (a Stella bal partján, az A4 autópálya mentén), északon Bertiolo (az SP252 úton, már Codroipo mellett), dél-délkeleten Ronchis (a Tagliamento bal partján, az A4 autópálya Latisana kihajtójánál), nyugat-északnyugat felé, Talmassons (és Flumignano) az SP252 út mentén, végül nyugat felé, közvetlenül a Tagliamento bal partján fekszik Varmo város.
Részközségei (frakciói)
- Rivignano: 2014-ig önálló város volt (maga is több frakcióra oszlott), azóta az egyesített város frakcióinak egyike, a Stella jobb partján, az SP7 és SP 56 utak találkozásánál. (A két főút Rivignano és Teor közti szakasza mindkét számot viseli). Az egyesített város önkormányzati hivatalai Rivignanóban székelnek. Rivignano nevezetessége a plébániatemplom és harangtorony (campanile), a főtéren (Piazza IV Novembre). A város délkeleti részén jelentős ipari park működik, gépipari gyártócsarnokokkal és kereskedelmi raktárakkal.
- Ariis: itt található a Villa Ottelio-Savorgnan, amelynek látványos parkja látogatható. A park a Stella folyó bal partján fekszik,. szemben vele a jobb parton van az Akvárium (L’Acquario), amely Friuli-Venezia Giulia édesvízi halait mutatja be, továbbá a regionális halászati hivatal (Ente Tutela Pesca).
- Flambruzzo: itt található a Villa Badoglio. Ennek egykori tulajdonosa Pietro Badoglio marsall volt, aki 1943. július 24-én megbuktatta Benito Mussolinit, fegyverszüneti tárgyalásokba kezdett, és az Olasz Királyság miniszterelnöke lett. A villát ma is a tábornagy leszármazottai lakják.
- Sella: lakóövezet Rivignanótól és Teortól nyugatra.
- Sivigliano: a Stella bal partján. területén több fontos ívóvízbázis található, nevezetessége egy 16. századi templom, melynek bejáratát két kőoroszlán őrzi.
- Teor: 2014-ig önálló város (maga is több frakcióra oszlott), azóta frakció, Rivignanótól délre, az SP7 és SP56 közutak találkozásánál, a Stella jobb partján.
- További frakciók (2014-ig Teor város részei): Campomolle, Chiarmacis, Driolassa, Rivarotta.

## Nyelvek, nyelvjárások
Rivignano Teor lakossága az olasz államnyelv mellett elterjedten használja a friuli nyelv közép-keleti nyelvjárását (friulano centro-orientale). A község területén érvényes a 2007. december 18-án elfogadott, 29. sz. regionális törvény „A friuli nyelv tanításának, érvényesítésének és előmozdításának normarendszeréről.” Friuli-Venezia Giulia régió kormányzata ebben rögzítette a „standard” és a helyi friuli nyelvjárást ténylegesen használó települések, közösségek hivatalos elnevezéseit mindkét nyelvjárásban.

## Történelme
A korai középkorban a két települést Rivinianum és Villa Thegoria néven említik. 1420-tól a Velencei Köztársaság birtokába kerültek. 1797-ig a közeli Villa Maninban (Passarianóban, amely ma Codroipo városhoz tartozik), írtak alá a Campo Formió-i békeszerződést, amely egész Friulit a Habsburg Birodalomnak adta. A tartomány a porosz–osztrák–olasz háború után, 1866-ban került az Olasz Királysághoz.

## Politika, közélet, sport
Az egyesített város politikai vezetője jelenleg (2014. január 1. óta) Mario Anzil megbízott prefektus (commissario prefettizio). Rivignano város utolsó polgármesterét, Paolo Battistuttát 2009-ben választották meg, civil jelöltként. Teor város utolsó polgármesterét, Fabrizio Mattiussi-t, 2008-ban választották meg a Progetto Vivi Teor nevű civil szervezet jelöltjeként.
Rivignano város védőszentje Szent Lőrinc (San Lorenzo), ünnepnapját augusztus 10-én tartják. Teor város védőszentje Szent Mór (San Mauro), ünnepe november 26..
Rivignano testvérvárosa Pörtschach am Wörther See; Karintia, Ausztria.
A város labdarúgó csapata az 1919-ben alapított A.S.D. Rivignano, amely Friuli-Venezia Giulia regionális ligában.

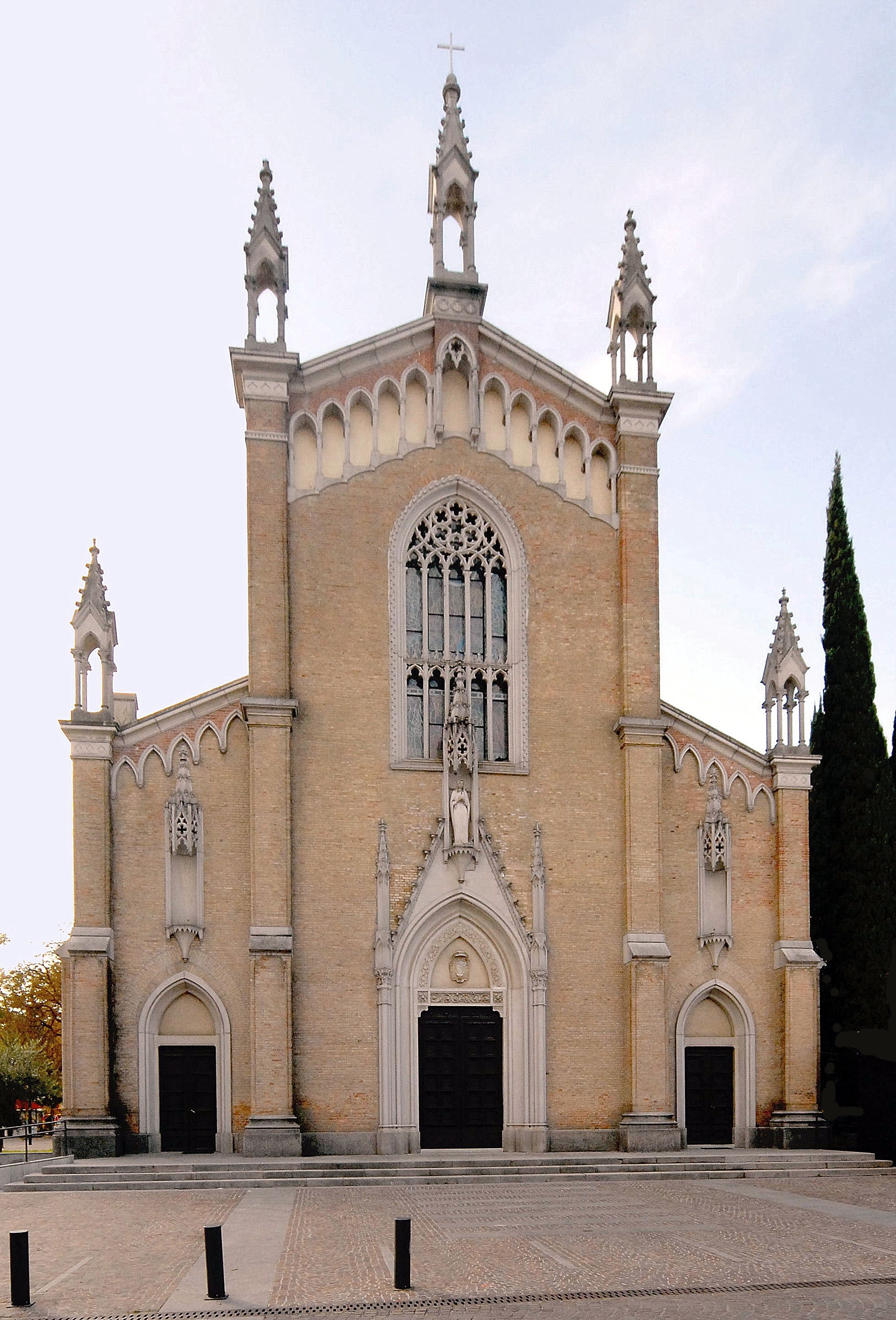
Rivignano, plébániatemplom
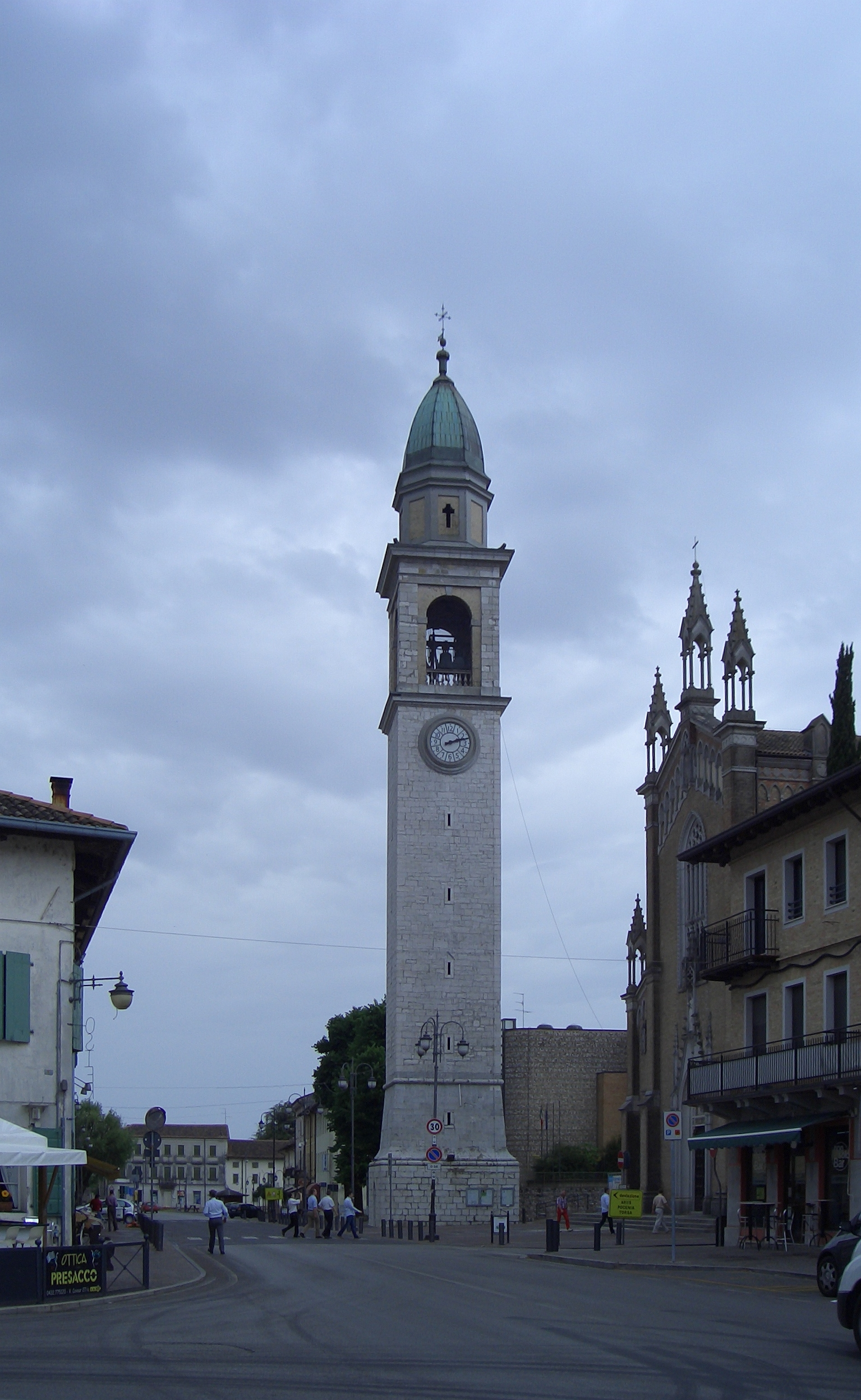
Rivignano, harangtorony
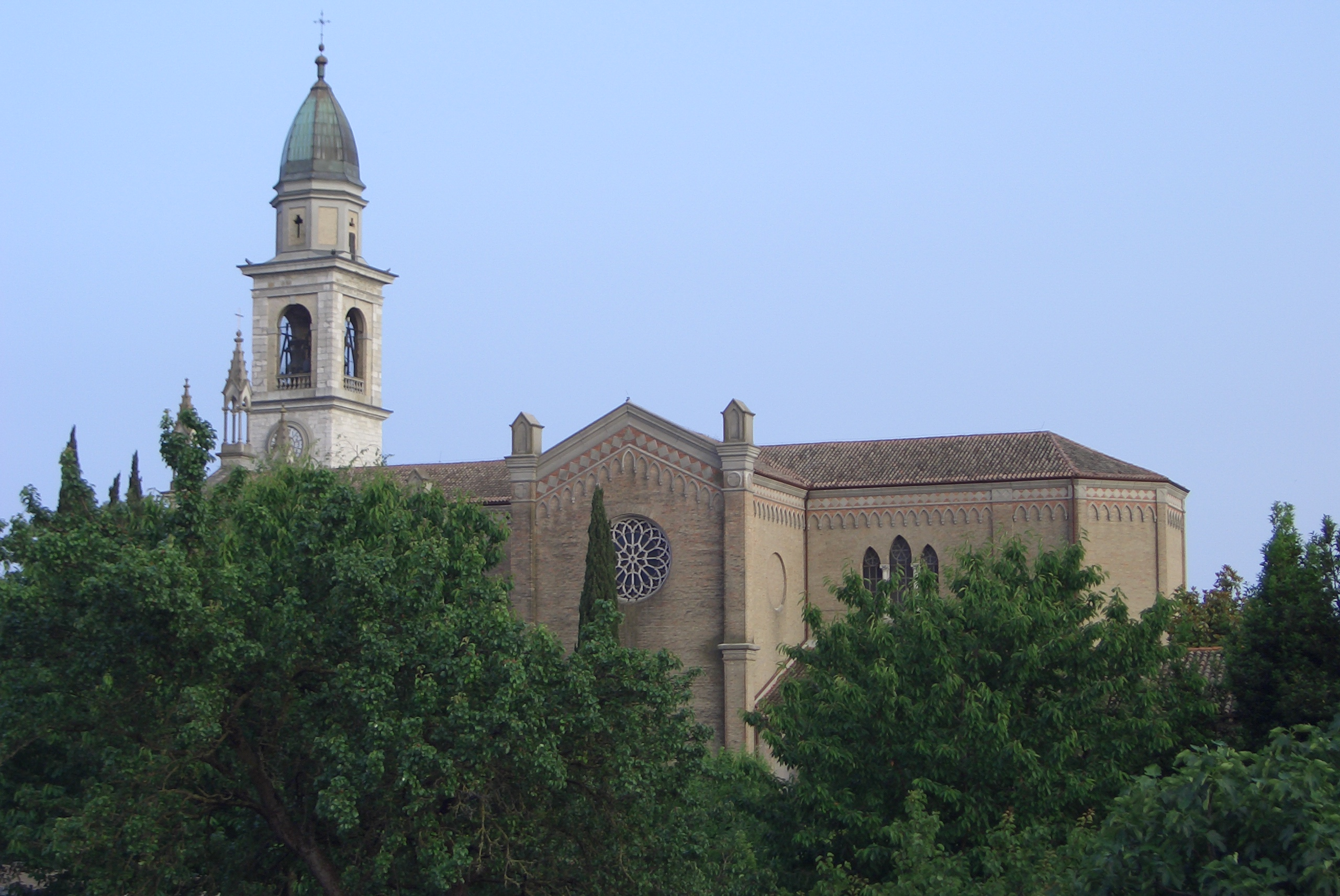
Rivignano, a templom északról
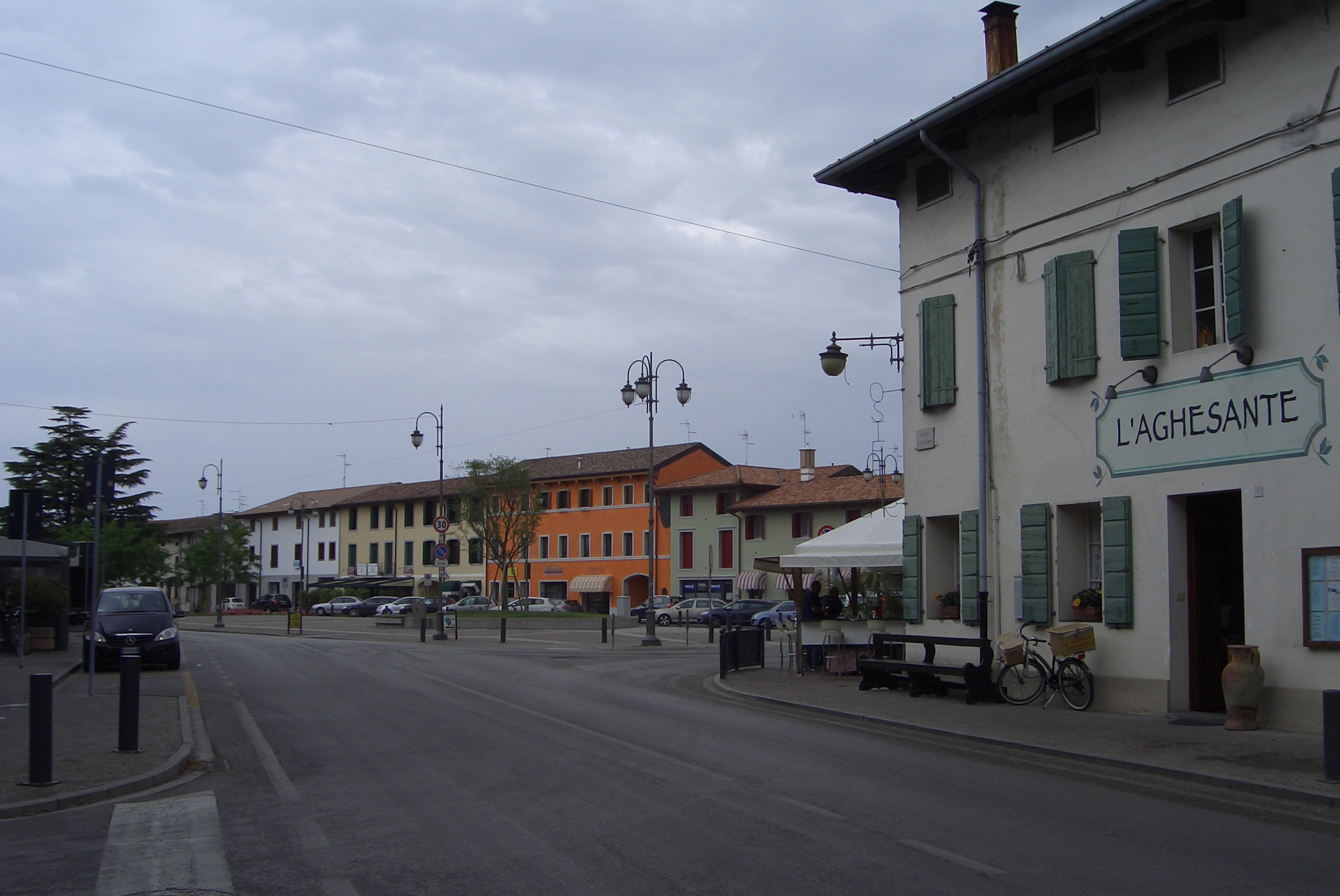
Rivignano, főtér (Piazza IV Novembre)
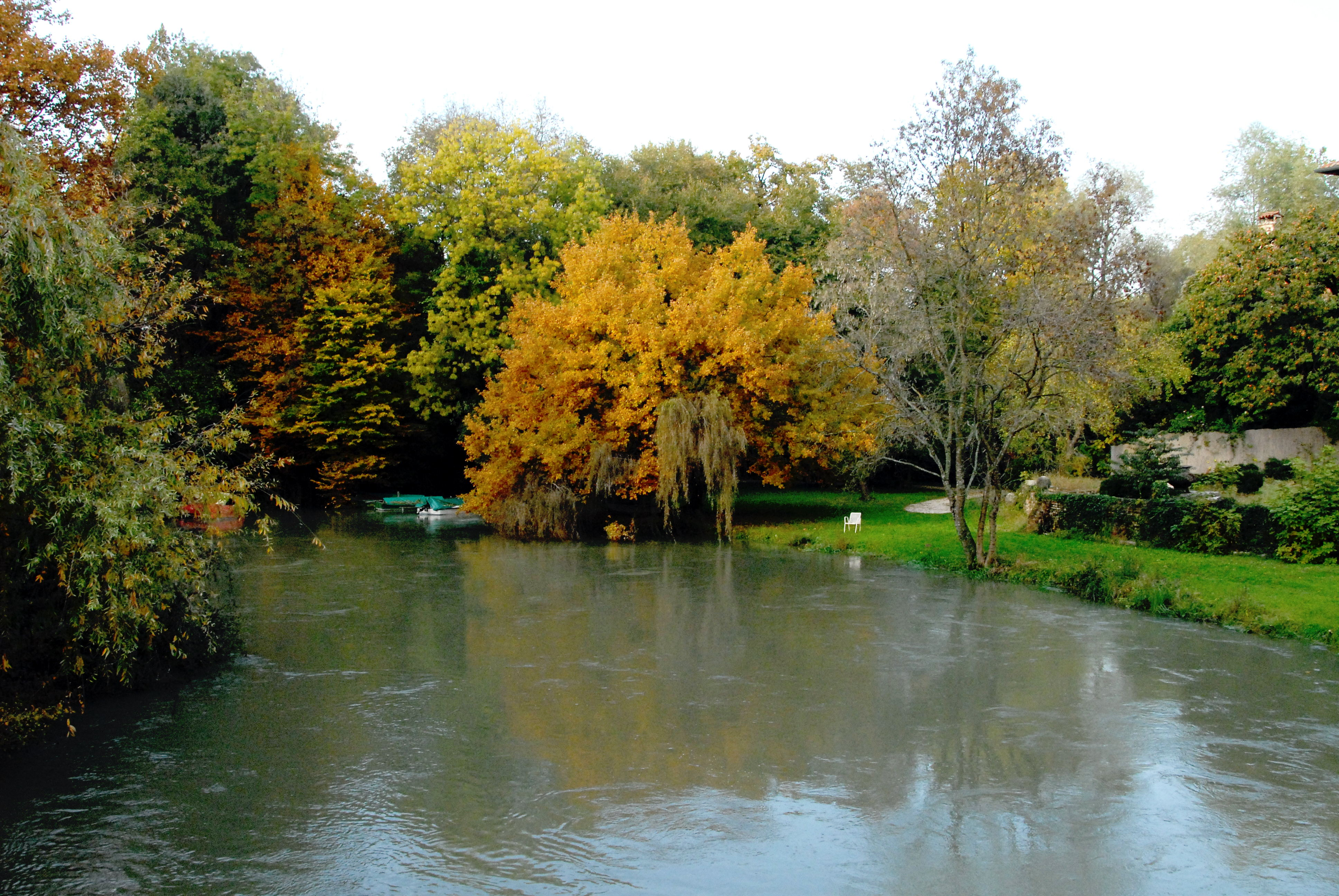
Ariis: a Stella folyó partja
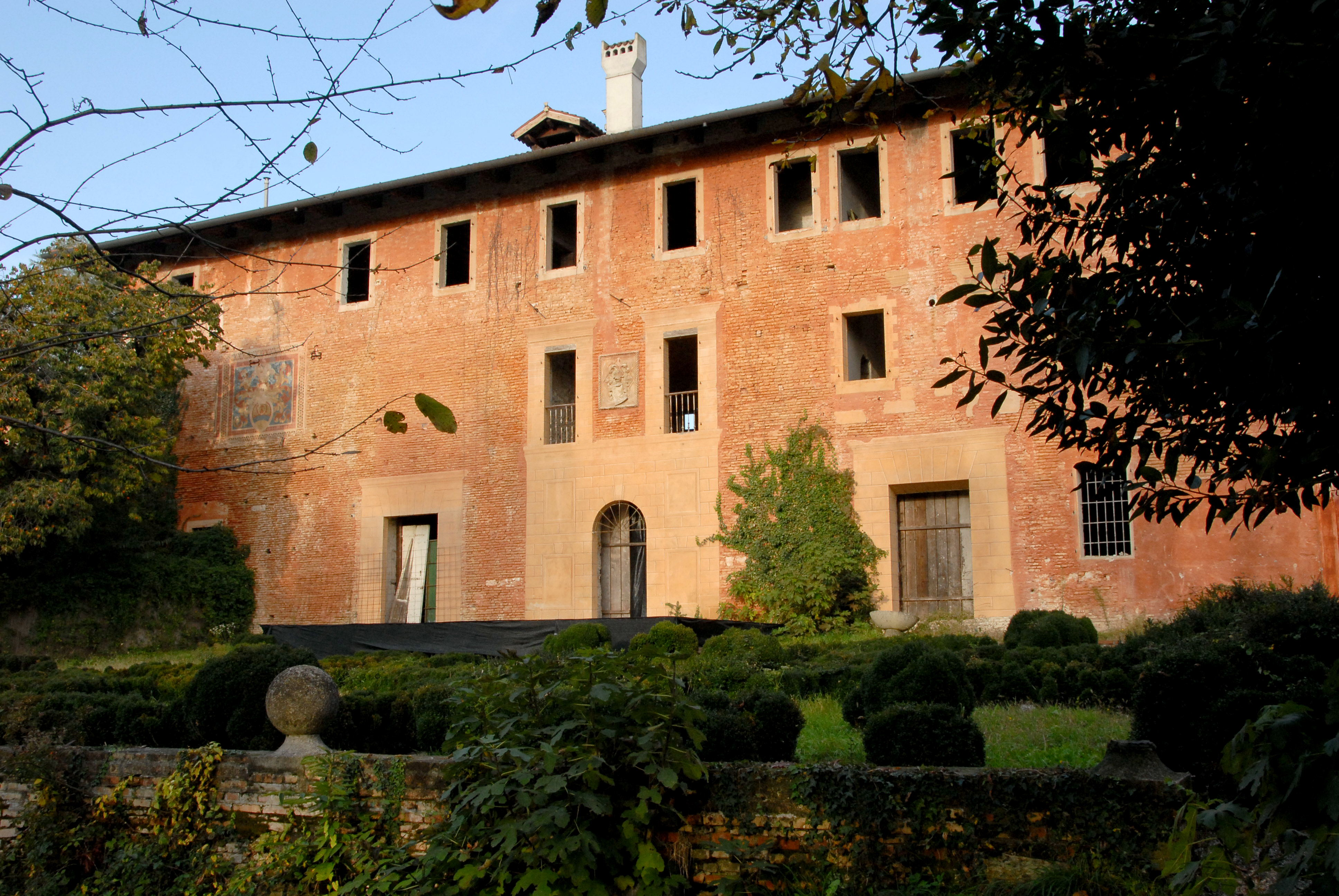
Ariis: Savorgnan-Ottelio Villa

## Kulturális események
- Fiera dei Santi (kb. „mindenszenteki vásár”, október 31 – november 2 között); hagyományos vásári napok, kulturális rendezvényekkel.
- Guarda che Stella (kb. „a Stella őrzése”, augusztus 10 – augusztus 15 között); a Stella folyó vidékének turisztikai, kulturális, kézműves, borászati és gasztronómiai javai, szolgáltatásai, Rivignano főtere mellett, a „La Tarabane” vendéglőnél.
- Orditi e Trame, emlékezés Ottavio Missoni atléta és divattervező, divatház-alapító munkásságára.
- Maravee (június–augusztus között), művészeti, színházi, táncművészeti szemle, 2002 óta Ariis-ban, az Ottelio-Savorgnan Villa körül.
- BandeinPiazza (június folyamán) zenei együttesek koncertjei, a helyi Banda Musicale Primavera szervezésében.[6]